# Plagiopus oederianus
Plagiopus oederianus là một loài rêu trong họ Bartramiaceae. Loài này được Sw. H.A. Crum & L.E. Anderson mô tả khoa học đầu tiên năm 1981.